# Little Sunset
Little Sunset er en amerikansk stumfilm fra 1915 af Hobart Bosworth.

## Medvirkende
- Hobart Bosworth som Gus Bergstrom.
- Gordon Griffith som Jones
- Rhea Haines som Mrs. Jones
- Joe Ray som Mr. Jones.